# Luis Maldonado
Luis Maldonado, vollständiger Name Luis Eduardo Maldonado Presa, (* 26. März 1985 in Montevideo) ist ein uruguayischer Fußballspieler.

## Karriere
Luis Maldonado stand zu Beginn seiner Karriere von 2007 bis Mitte 2008 in Reihen der Mannschaft Villa Españolas. In der Saison 2008/09 spielte er für den Club Oriental de Football. Ab August 2009 war er ein Jahr lang für El Tanque Sisley aktiv und bestritt dort in der Spielzeit 2009/10 mindestens sieben Partien (kein Tor) in der Segunda División. Von August bis in den Dezember 2010 hinein lief er für den Durazno FC in zehn Zweitligaspielen (kein Tor) auf. Wenige Tage vor dem Jahreswechsel verpflichtete ihn der paraguayische Klub Sportivo Luqueño. Dort wurde Maldonado in fünf Erstligabegegnungen (kein Tor) eingesetzt. Zur Jahresmitte 2011 wechselte er zu Boston River. In der Saison 2011/12 traf er bei den Montevideanern einmal bei elf Zweitligaeinsätzen ins gegnerische Tor. Im Juli 2012 schloss er sich Gimnasia y Esgrima de Jujuy an. Bei den Argentiniern kam er in 29 Partien (kein Tor) der Primera B Nacional und einer Begegnung (kein Tor) der Copa Argentina zum Einsatz. Ab August 2013 setzte Maldonado seine Karriere bei Miramar Misiones fort. In der Apertura 2013 absolvierte er beim Klub aus Montevideo elf Spiele ohne persönlichen Torerfolg in der Primera División. In der zweiten Januarhälfte 2014 schloss er sich dem CD Marathón an. In Reihen der Honduraner lief er in 19 Ligabegegnungen auf und schoss ein Tor. Ab Ende Juli 2014 bis zum Jahresende folgte ein Engagement in Argentinien beim CA Mitre. Seine Einsatzstatistik weist – jeweils persönlich torlos – elf Spiele im Torneo Argentino A und zwei im nationalen Pokal auf. In der ersten Jahreshälfte 2015 gehörte Maldonado dem Kader Deportivo Quitos an. Er erzielte für die Ecuadorianer drei Treffer bei 16 Ligaeinsätzen. Bis zum Jahresende waren sodann die Chacarita Juniors sein Arbeitgeber. Maldonado bestritt bei seiner dritten Vereinsstation in Argentinien dieses Mal 17 Ligapartien in der Primera B Nacional und verbuchte zwei persönliche Torerfolge. Seit Anfang Januar 2016 spielt er für The Strongest. In den Jahren danach spielte er bei vielen Vereinen in zahlreichen Ligen Südamerikas.